# حسن شهاب الدين
حسن شهاب الدين (من مواليد 1972 في العاصمة المصريّة القاهرة) واسمهُ الكامل حسن علي حسن شهاب الدين هو شاعر مصري وباحث في الأدب العربي. نشر عددًا من الدراسات العلمية حول الشعر العربي، القديم خاصة كما صدرت له أربعة دواوين شعرية كان أولها «شـُرفة للغيم المُتعَب» (ط 1/الهيئة العامة لقصور الثقافة – القاهرة 1998- ط2/منشورات اتحاد الكتاب العرب –دمشق 2000 – ط 3/الهيئة المصرية العامة للكتاب-القاهرة 2003- ط4) عن منشورات اتحاد الكتاب العرب في دمشق 2009، فيما حمل الديوان الشعري الثاني عنوان «مـُتوَّجٌ باسْمي» (ط1/الهيئة العامة لقصور الثقافة-القاهرة 2008) ثمّ هناك الديوان الشعري الثالث الذي جاء تحتَ عنوان «أعلى بناية الخليل بن أحمد» (ط1 /هيئة أبو ظبي للسياحة والثقافة (أكاديمية الشعر) عام 2012) وأخيرًا وليس آخرًا «خيمة لمجنون الصحراء» (ط1/ الهيئة العامة لقصور الثقافة- القاهرة عام 2014، فضلًا عن «طفل يركض في الأساطير».

## الحياة المُبكّرة والتعليم
وُلد حسن علي حسن شهاب الدين عام 1972 في العاصمة المصريّة القاهرة وترعرع هناك حيثُ درس في مدارس القاهرة. نشر حسن العديد من الدراسات الأدبية في عددٍ من المجلات العربية والمصرية منها: رثاء الأم في الشعر العربي، لوحة الذئب في الشعر العربي، صورة باهتة وإطار عتيق (المُعمِّرون من الشعراء)، الوعي التاريخي في شعر عمارة اليمني، أعمدة الزمان الباسقة (النخيل في الشعر العربي)، معجزات الرسول صلى الله عليه وسلم في المدائح النبوية، أحمد محرم والملحمة الإسلامية، تجربة السجن في شعر هدبة بن الخشرم، الرحلة الأخيرة لجوّاب العصور فحصل على العديد من الجوائز الأدبية وشهادات التقدير.

## المسيرة المهنيّة
يهزُّ بجذعِ الأفـْقِ
يقطفُ مِنْ
أغصانِ ذاكرةِ الأشياءِ ما فـَقـَدا
كمْ علـَّقَ الشمسَ
في خيطٍ
وطيَّرَها
ليوقظَ الصبحَ للجيران
صدر عن الحركة الثقافية في لبنان كتاب «أثري في المرآة» للشاعر للمصري حسن شهاب الدين، متضمنًا مختاراتٍ من قصائده، بالإضافة إلى مجموعة من القصائد الجديدة، وكان قد نشر من قبلُ في لبنان أيضًا ديوانًا شعريًا بعنوان «شرفة للغيم المتعب». ضمَّ هذه الديوان الشعري مختارات من قصائد وردت في دواوين سابقة للكاتب لعلَّ أبرزها «شرفة للغيم المتعب» وديوان «متوجٌ باسمي» وكذا ديوان «أعلى بناية الخليل بن أحمد».
صدر للشاعر المصري ديوانٌ آخرٌ هو «مُتَّهَمٌ بخداعِ العالَمِ» عن نادي الباحة بالمملكة العربية السعودية، وتولَّت مؤسسة الانتشار اللبنانية توزيعه. جاء هذا الديوان مختلفًا بعض الشيء عن الدواوين الشعريّة التي سبقت حيثُ كان نصيًا أكثر حيث اعتمدَ حسن شهاب الدين على كتابة النص لتشكيل الديوان بدل كتابة الشعر. اعترفَ حسن في حوارٍ صحفيّ مع جريدة محليّة لاحقًا أنَّ هذا الديوان كان بمثابة نقلة إبداعية في مسيرة الرّجل حيث تطوَّر معها نصه بشكلٍ لم يعهده من قبل كما قال. قُسّم الديوان لعددٍ من الفصول هي: أسطورة لتزجية الوقت، بابل، ساعي بريدِ السماء الدوبلير، عندما يموتُ الدوبلير، أطفالٌ في حِصَّةِ الرسْمِ، رجلٌ وحيدٌ في صالةِ عرض، تجربةٌ في الخلق، كيفَ يكتبُ هؤلاء المجانين، فانتازيا الألوان.

## الجوائز
فاز حسن شهاب الدين عن ديوانه الشعري «طفل يركضُ في الأساطير» الذي صدرَ عن دائرة الثقافة بالشارقة ضمن سلسلة إبداعات عربية بجائزة فدوى طوقان في نسختها الأولى، كما فاز شهاب الدين عن ديوانه «كأوَّلِ شاعر في الأرض» بجائزة معرض القاهرة الدولي للكتاب 2020 كأفضل ديوان لذاك العام. كُرّم حسن شهاب الدين في احتفالية المعرض بهذه المناسبة بحضور عددٍ من والنقاد والشخصيات العامة في الحفلِ الذي أقيمَ في المسرح الكبير بمعرض القاهرة الدولي للكتاب.
هذه قائمةٌ مختصرةٌ بالجوائز التي نالها الشاعر المصري شهاب الدين:
- جوائز نادي القصيد بالقاهرة (1995-1996-1997-1998)
- جائزة المجلس الأعلى للثقافة بمصر 1998
- جائزة مؤسسة البابطين للإبداع الشعري في مسابقة الشعر والشاعر عام 2001
- جائزة المسابقة الشعرية لاختيار حلب عاصمة للثقافة العربية عام 2007
- الجائزة الأولى لرابطة الأدب الإسلامي العالمية
- مسابقة القدس عاصمة ثقافية عام 2009
- جائزة فدوى طوقان للشعر في دورتها الأولى أفضل ديوان عام 2012
- جائزة مجمع اللغة العربية بالقاهرة عام 2013
- جائزة “أثير” العمانية عام 2014
- جائزة شعر الفصحى ضمن جوائز معرض القاهرة الدولي للكتاب لعام 2020

## قائمة أعماله
هذه قائمةٌ بأبرز أعمال الكاتب والشاعر المصري حسن شهاب الدين:
- كأوَّلِ شاعر في الأرض
- طفل يركض في الأساطير
- أعلى بناية الخليل بن أحمد
- جغرافيا الكلام
- شرفة للغيم المتعب
- متوجٌ باسمي